# هيستيا

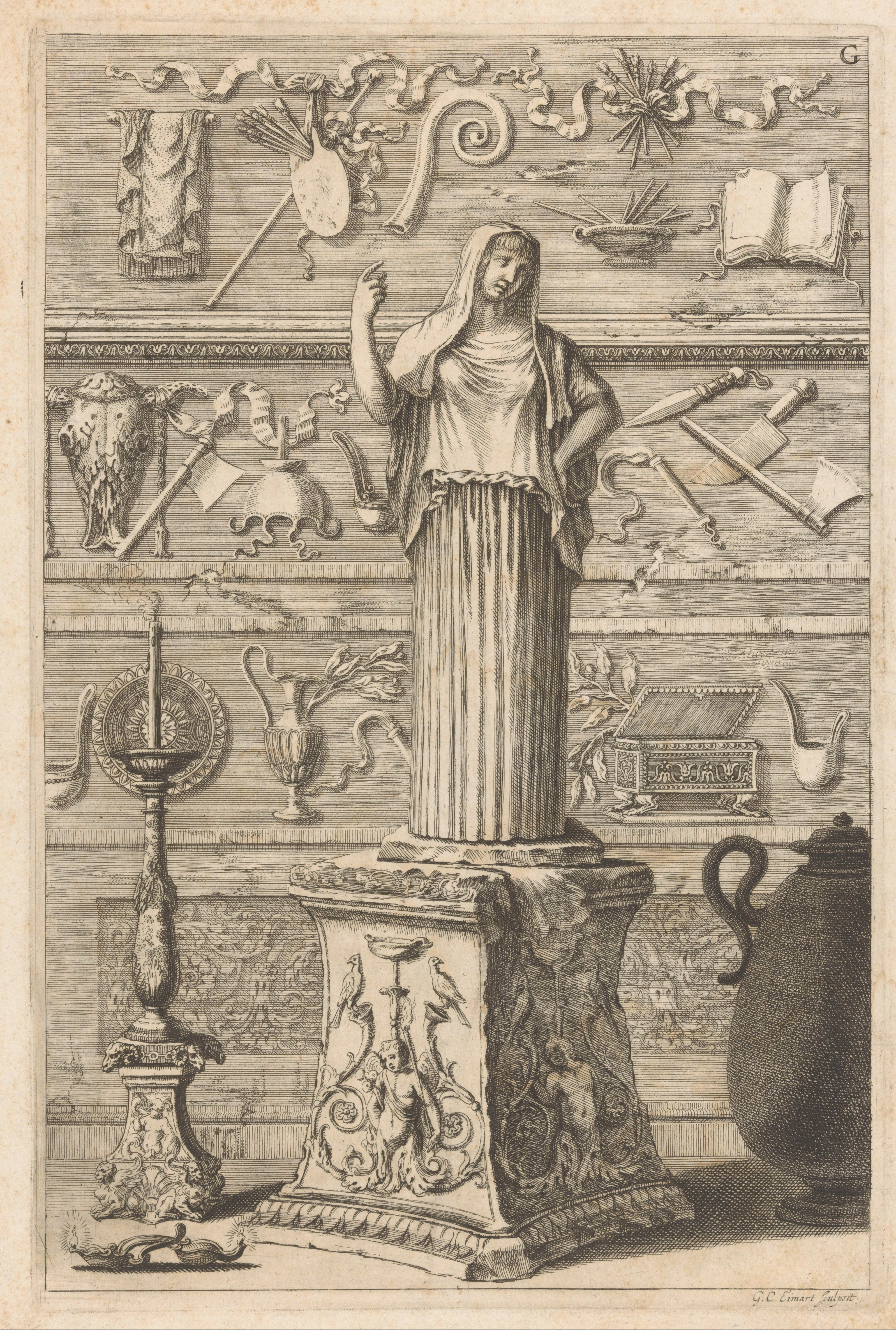
هيستيا الرومانية

هيستيا (باليونانية القديمة: Ἑστία) التي طوبقت بفستيا عند الرومان، وهي بنت كرونوس وريا وأخت زيوس.

## أسطورة عذريتها الخالدة
لقد كانت هيستيا مثل آرتميس وآثينا ربة عذراء، وحدث بعد أن أطاح زيوس بعرش أبيه كرونوس أن تنافس في طلب يدها كل من بوسيدون وأبولو، غير أن هيستيا رفضت كل عروض الزواج التي تقدَّم بها الآلهة والبشر وأقسمت برأس زيوس أن تظل عذراء إلى الأبد.

## خصالها
ولم تكن العذرية وحدها هي موضع افتخار هيستيا، فقد كانت دون سائر آلهة الأوليمبوس هي الوحيدة التي لم تشترك أبدا ً في حروب أو منازعات، ولهذا السبب استجاب زيوس إلي رغبتها في أن تكون الذبيحة الأولي من نصيبها في أي حفل عام للقرابين وإن تحتل في أي منزل مكانة الأوسط.

## رمزها
وبذلك أصبحت هيستيا كما يتبين من اسمها ربة الموقد رمز الحياة العائلية وما يسودها من سلام وتضامن وهناء.

## من مميزات عبادتها
وكانت هيستيا تبسط حمايتها علي من يستجيرون بالموقد المقدس سواء في المنزل أو في مكان عام. وكانت كل وجبة من وجبات الطعام تبدأ وتنتهي بتقديم القرابين إليها. وكان اسمها أول ما يذكر عند الصلاة وأول ما ينطق به غالبا ً عند القسم، وكما كان في كل بيت موقد لهيستيا كان لكل مدينة موقد عام موقوف علي الربة في دار الرئاسة حيث كان يستقبل الضيوف والأجانب.

## عذارى هيستيا
وكانت تخدمها ست كاهنات عذراوات عرفن بعذراى هيستيا، حيث يقمن على رعاية النار المقدسة، ومنهن من تخدم معبد هيستيا في روما ويتم اختيارهن من بين عشرين ليكتمل عددهن ستة، وكلهن من العذاري ومن تفقد عذريتها أثناء مدة خدمتها للإلهة يكون عقابها الموت بحرقها حية. وفي مقابل هذه المعاملة الدقيقة الصارمة، كانت عذارى الفستال (عذارى هيستيا) موضوع احترام الكل فكان شأنهم شأن أصحاب المناصب الكبيرة.

## الحمار حيوان هيستيا المقدس
وقد كان الحمار حيوانا مقدسا عند هيستيا.

## هيستيا كما جسدت في الفنون القديمة
وصورت هيستيا كامرأة متجهمة ترتدي ثوبا ً طويلا ً ورأسها مغطاة وتستقر يدها اليمنى في مواجهة صدرها وتمسك في يدها اليسرى بصولجان.